# أوآراي
أوآراي  هي بلدية في اليابان، وبلدة في اليابان، تقع في إيباراكي، بلغ عدد سكانها 16,354  نسمة وذلك حسب إحصائيات سنة 2018، تبلغ مساحتها 23.74 كيلومتر مربع.